# Cedar Grove (Wisconsin)
Cedar Grove es una villa ubicada en el condado de Sheboygan en el estado estadounidense de Wisconsin. En el Censo de 2010 tenía una población de 2.113 habitantes y una densidad poblacional de 374,58 personas por km².

## Geografía
Cedar Grove se encuentra ubicada en las coordenadas 43°34′6″N 87°49′23″O / 43.56833, -87.82306. Según la Oficina del Censo de los Estados Unidos, Cedar Grove tiene una superficie total de 5.64 km², de la cual 5.55 km² corresponden a tierra firme y (1.7%) 0.1 km² es agua.

## Demografía
Según el censo de 2010, había 2.113 personas residiendo en Cedar Grove. La densidad de población era de 374,58 hab./km². De los 2.113 habitantes, Cedar Grove estaba compuesto por el 97.82% blancos, el 0.09% eran afroamericanos, el 0.43% eran amerindios, el 0.43% eran asiáticos, el 0% eran isleños del Pacífico, el 0.47% eran de otras razas y el 0.76% pertenecían a dos o más razas. Del total de la población el 3.31% eran hispanos o latinos de cualquier raza.